# Agoristenus
Agoristenus – rodzaj kosarzy z podrzędu Laniatores i rodziny Agoristenidae. Gatunkiem typowym jest Agoristenus cubanus.

## Występowanie
Przedstawiciele rodzaju występują na wyspach Wielkich Antyli.

## Systematyka
Opisano dotychczas tylko 2 gatunki:
- Agoristenus cubanus Silhavý, 1973
- Agoristenus haitensis Silhavý, 1973